# Radonice (výhybna)
Radonice (nebo též Výh Radonice) jsou výhybna, která leží mezi vesnicemi Radonice a Milavče. Nachází se v km 162,210 trati Plzeň – Furth im Wald mezi stanicí Domažlice a zastávkou Milavče.

## Popis výhybny
Ve výhybně jsou dvě dopravní koleje (č. 1 a 2), obě o užitečné délce 653 m. Výhybna je vybavena reléovým zabezpečovacím zařízením AŽD 71, které je dálkově ovládáno z Domažlic, případně místně výpravčím z dopravní kanceláře v Radonicích. Přilehlé traťové úseky do Domažlic a Blížejova jsou vybaveny automatickým hradlem AH-88A s počítači náprav a kolejovými obvody.

## Srážka vlaků
4. srpna 2021 došlo ve výhybně Radonice ke srážce dvou vlaků Českých drah. Následkem této nehody bylo 56 lidí zraněno, tři osoby zemřely.